# Wenzel Jamnitzer
Wenzel Jamnitzer I., také Gamnitzer nebo Gemnitzer, česky Jemnický (1507/1508 Vídeň Rakouská monarchie – 19. prosince 1585, Norimberk) byl německý zlatník, kovolitec, rytec, grafik a matematik období renesance.

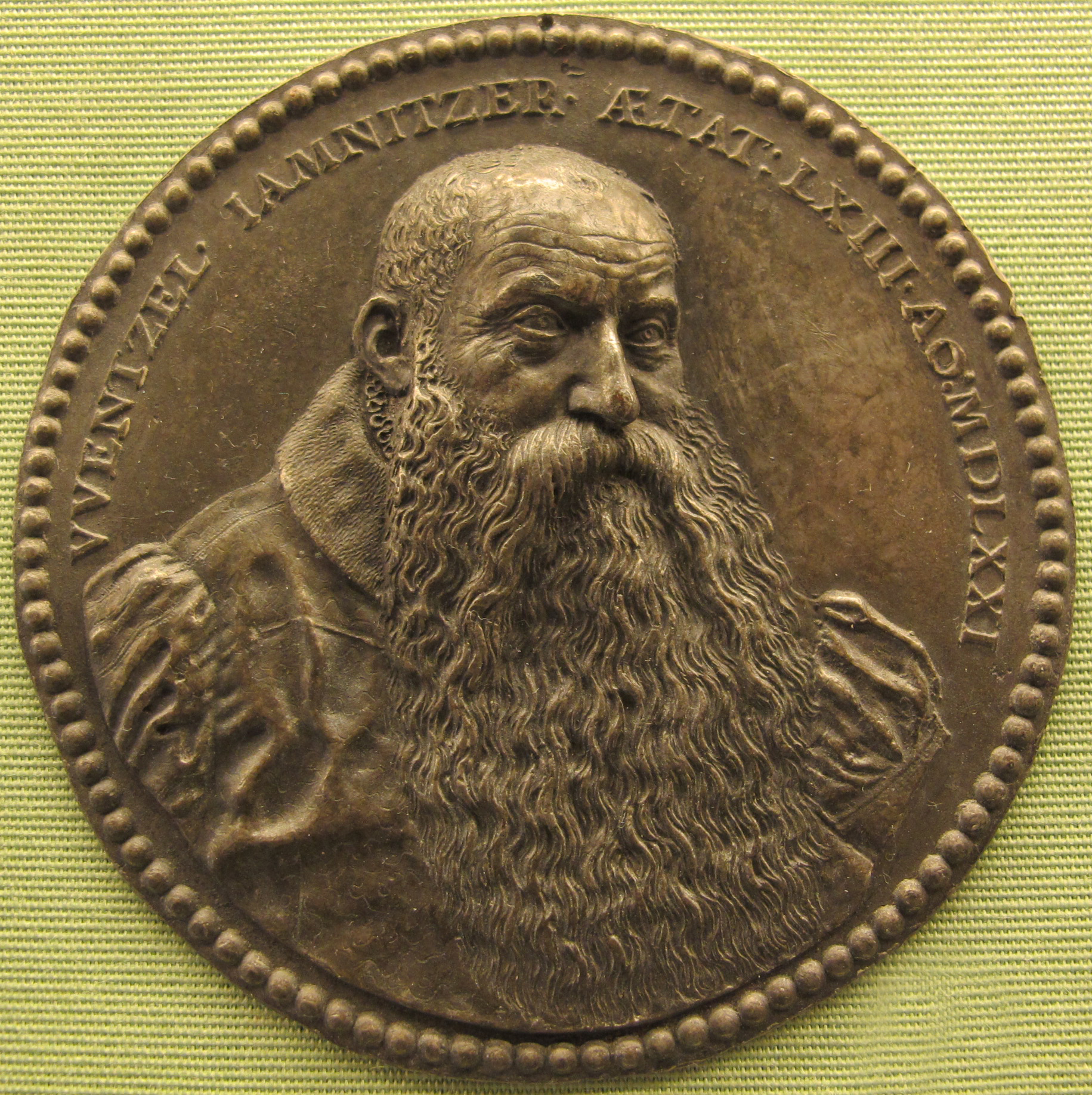
Portrétní medaile od Valentina Malera, Norimberk 1571

## Život
Narodil se jako syn vídeňského zlatníka Hanse Jamnitzera († 1548/1549) a jeho manželky Alžběty († 1549). Původ rodiny dovozují historikové v moravské Jemnici. Pravděpodobně se vyučil zlatníkem v otcově či strýcově dílně, ale není to doloženo písemnými prameny. Zlatníkem byl rovněž Wenzelův strýc Kryštof Jamnitzer I. a vnuk Kryštof II.
Roku 1534 složil mistrovskou zkoušku v Norimberku, byl přijat do zlatnického cechu, 22. června 1534 se oženil s Annou Braunreuchovou († 1575) a současně obdržel v Norimberku městské právo. Žil tam až do smrti a jeho dům v ulici Albrechta Dürera se dochoval. Norimberskými zlatníky byli také jeho starší bratr Albrecht († 1555), synové Wenzel II. a Hans. Dcery Anna a Zuzana se provdaly za zlatníky a třetí, Maria si vzala medailéra a grafika Valentina Malera († 1603),, který vytvořil slavnou Jamnitzerovu portrétní medaili.

## Dílo
Byl to myšlenkově i technicky všestranný renesanční umělec, který se věnoval kovolitectví, hutnictví železa, zlatnictví, grafice, matematice, astronomii i přírodopisu. Jako matematik byl portrétován Nicolasem Neufchatelem. Zkonstruoval přenosné sluneční hodiny, dvoje zlatnické váhy, kreslil kompozice geometrických těles, figurální i ornamentální návrhy, které prováděl buď sám technikami mědirytu či leptu, nebo přenechával svému kolegovi Jostu Ammanovi. Sošky modeloval ve vosku.
Své realizace málokdy signoval, takže není jisté, zda je prováděl on nebo někdo z jejich rodinného klanu. Historikové umění mu někdy připisují díla hypoteticky podle námětů a stylu. Některá významná díla se dochovala ve dvou variacích nebo i v zásadně odlišném provedení. Například psací kazeta z vídeňského Uměleckohistorického muzea je rozkládací a na bocích i na každé krabičce má plastickou miniaturu živočicha, zatímco kazeta z Grünes Gewölbe v Drážďanech má zásuvky upevněné, na nich reliéfy s alegoriemi Ctností a neřestí, a na horní ploše alegorickou sošku Filozofie. Z kovoliteckých prací se dochoval například zvonek posázený figurkami zvířat, kterým Jamnitzer obdaroval Benvenuta Celliniho.
- Křestní konvice z chrámu Santa Maria dei miracoli v jihoitalském Celsu; Diecézní muzeum v Miláně
- Dafné měnící se ve strom; zlacené stříbro a korál, kolem 1570, 1. verze: zámek Écouen; 2. verze: Grünes Gewölbe, Drážďany
- Psací souprava ve stříbrné kazetě se třemi krabičkami (náčiní: nůž, nůžky, perořízek, 3 násadky na pera); autorství jisté; Uměleckohistorické muzeum (Vídeň)
- Kabinet s reliéfy ctností a neřestí na zásuvkách; (autorství připsáno), Uměleckohistorické muzeum (Vídeň)
- Konvice s mušlí rodu [nautilus] a mořskou pannou; Uměleckohistorické muzeum (Vídeň)
- Perspectiva Corporum Regularium (Perspektiva pravidelných těles) - kniha geometrických konstrukcí těles, lepty (1568); kresby Wenzela Jamnitzera zčásti provedl sám autor, zčásti Jost Amman, který také knihu vydal. Pozoruhodné je vyobrazení skeletu osmistěnu a v něm ježka v kleci.

## Galerie

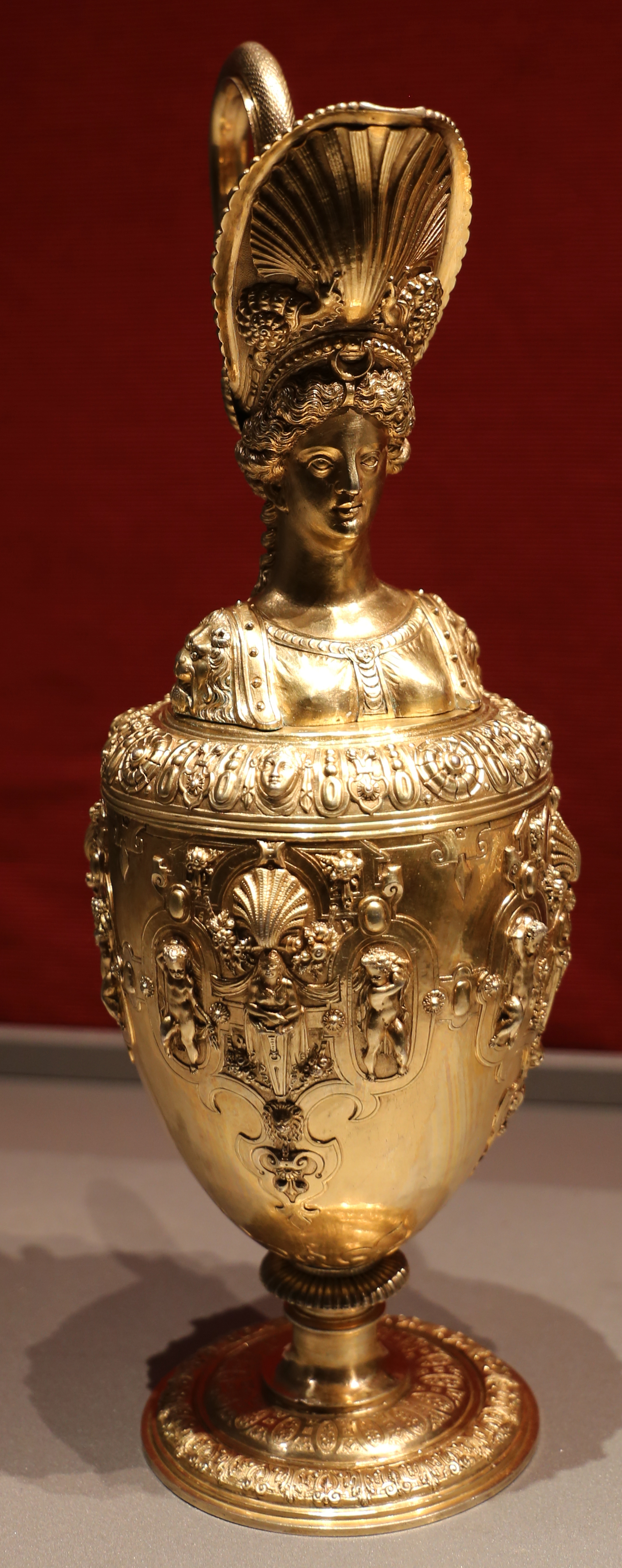
Křestní konvice
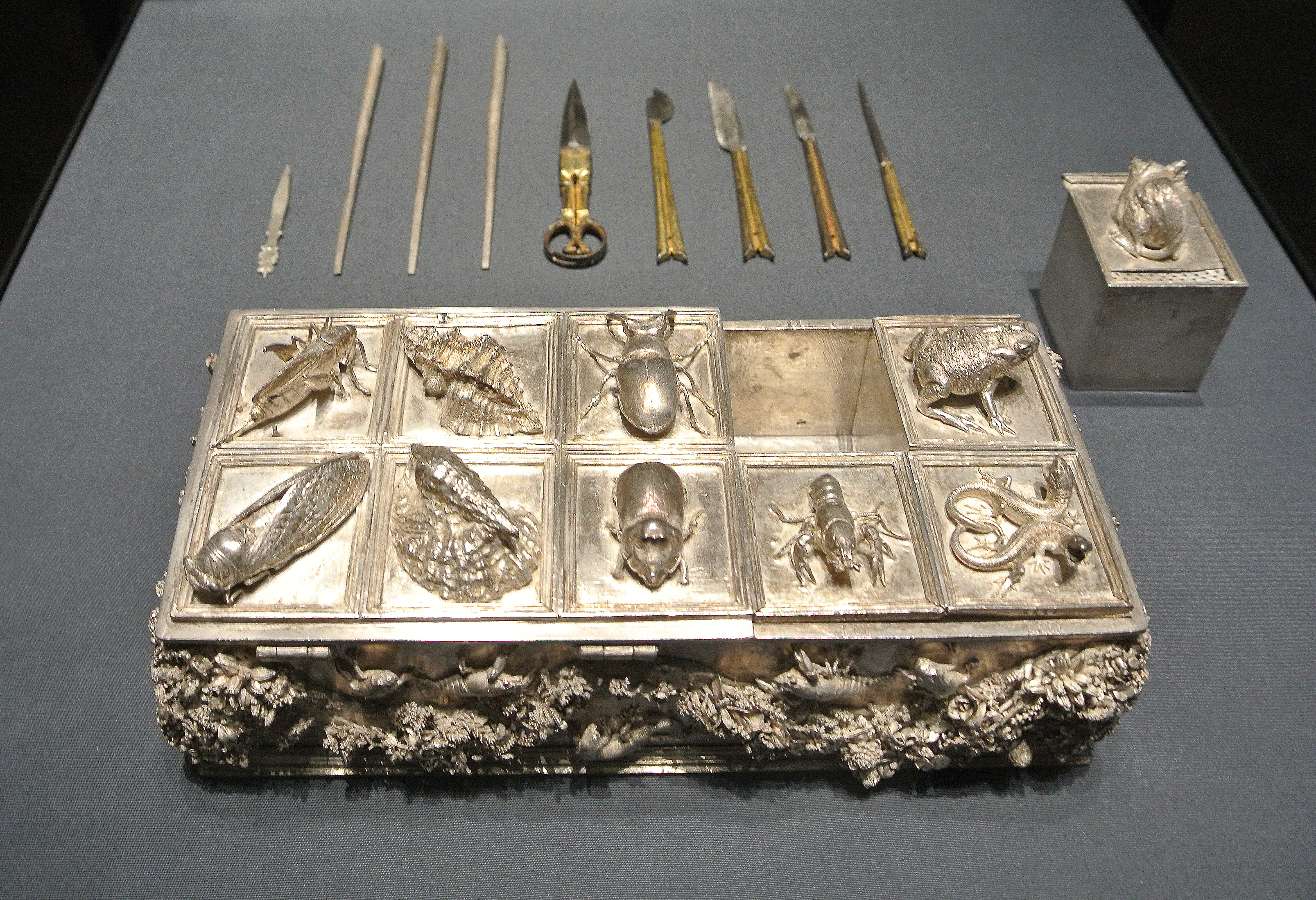
Psací souprava
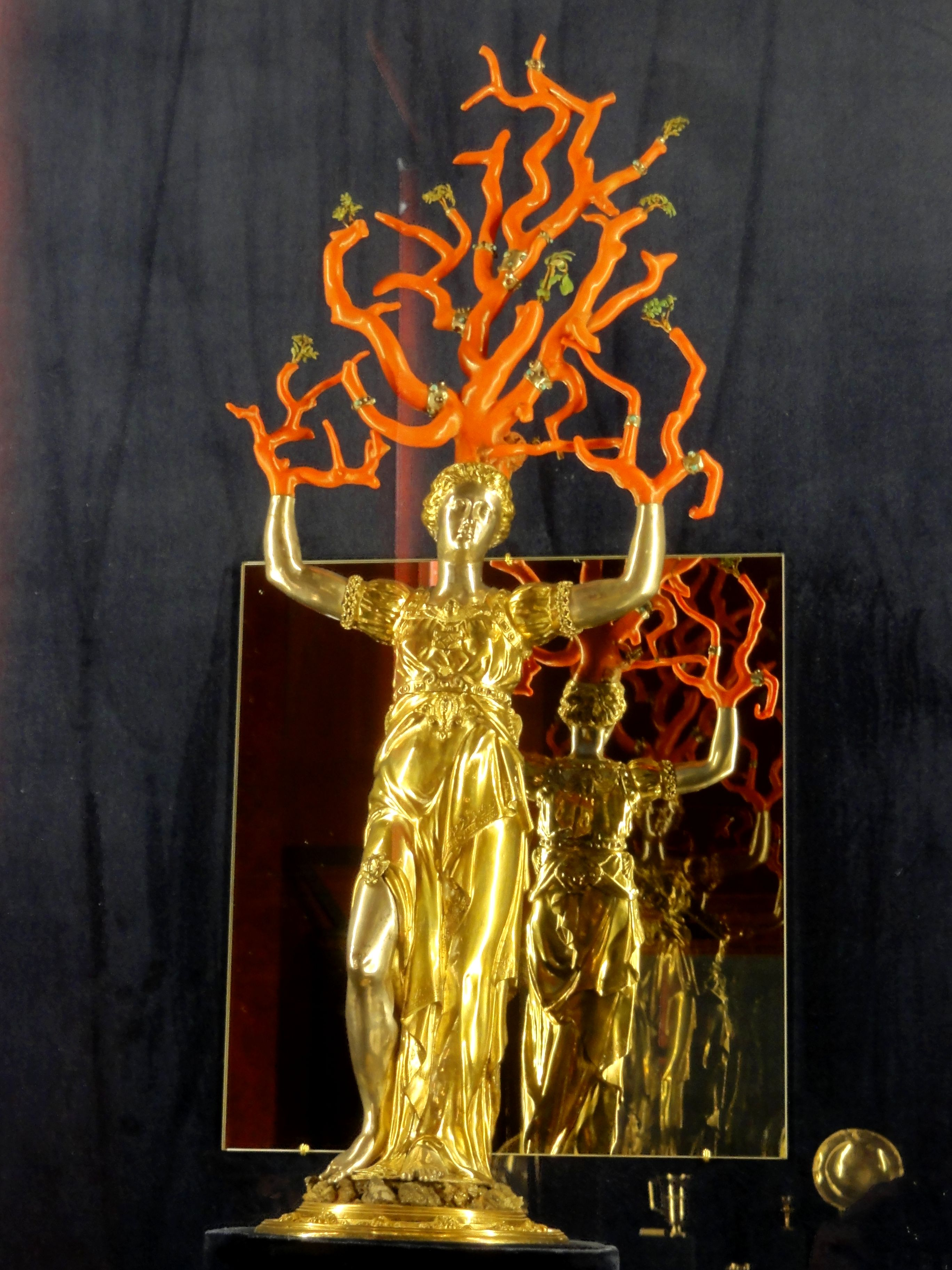
Dafné se mění ve strom, asi 1570
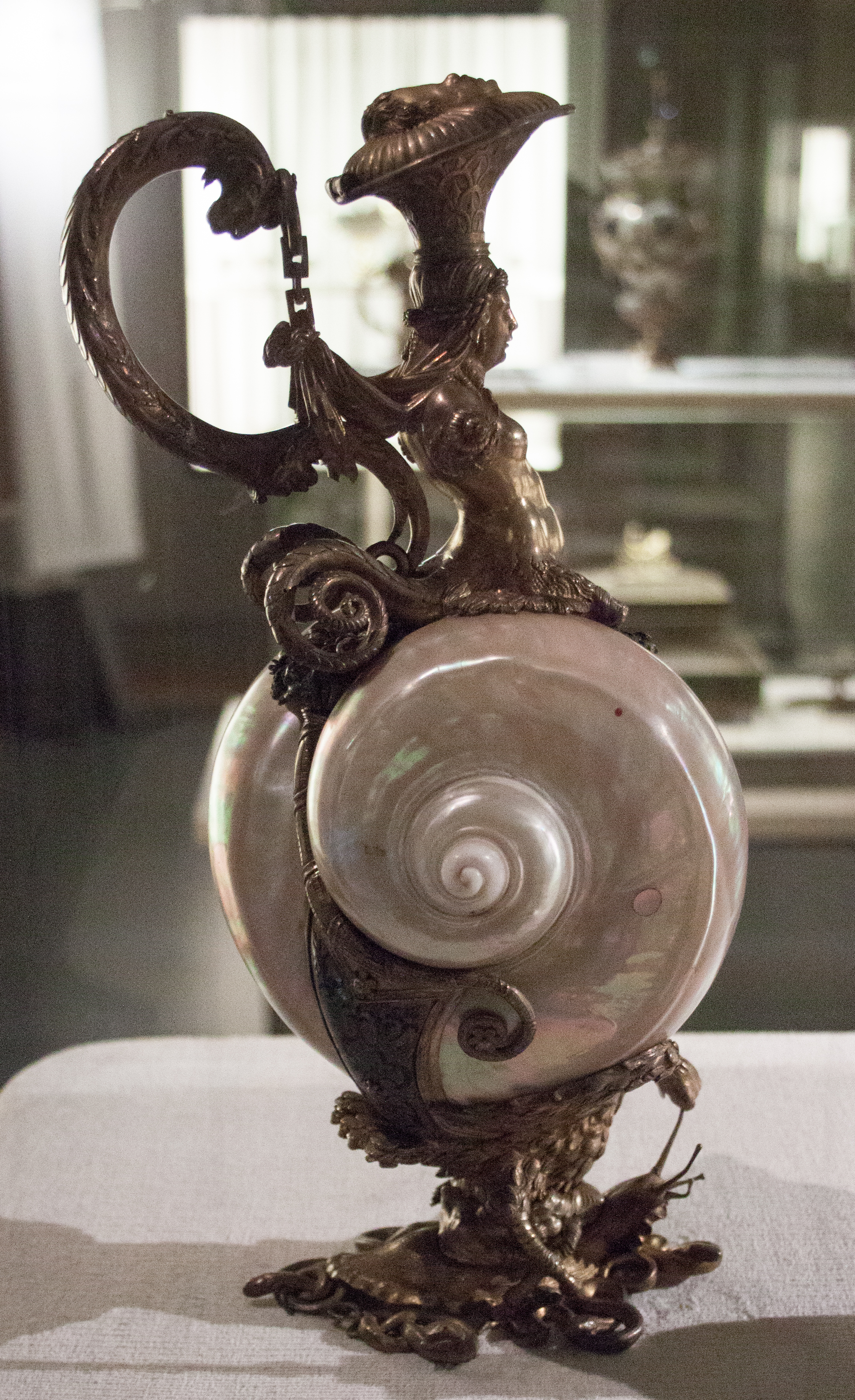
Konvice s mořskou pannou
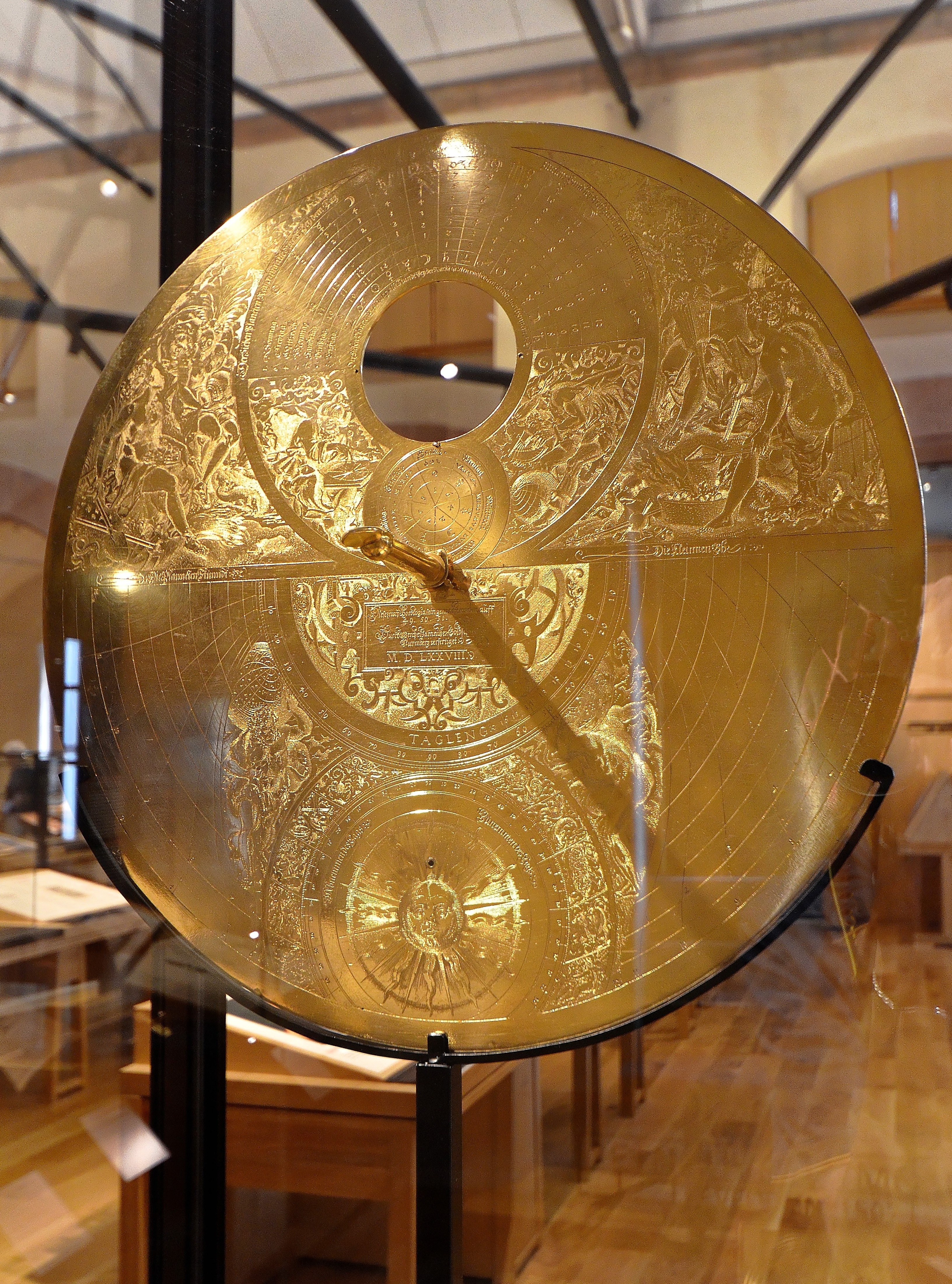
Sluneční hodiny, asi 1578
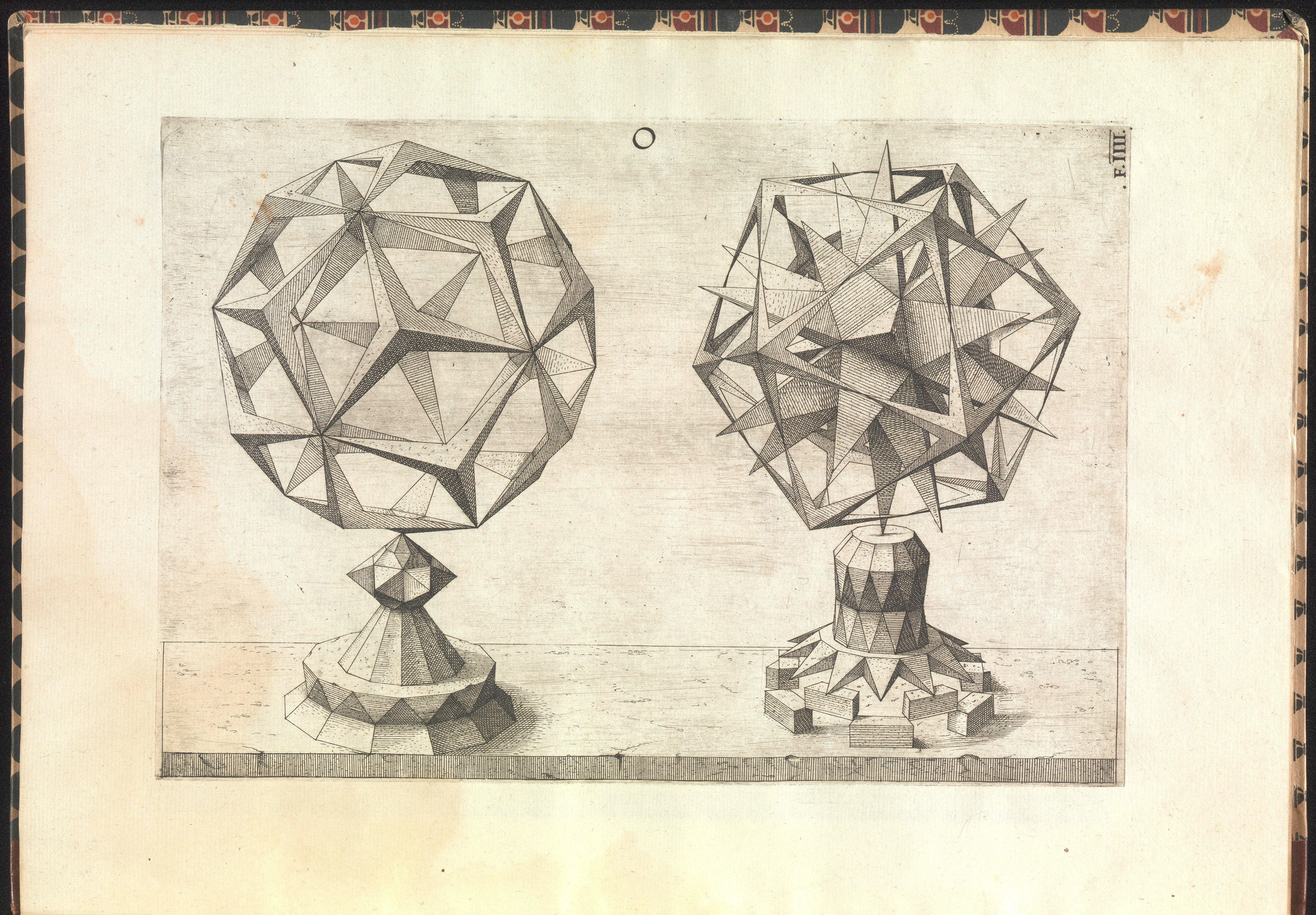
Osmistěn a ježek v kleci